# Bandera de Estonia
La bandera de Estonia (sinimustvalge, del estonio: "azul-negro-blanco") presenta tres bandas horizontales de igual tamaño: la banda azul está arriba, debajo se ubica la negra y finalmente la blanca.
La interpretación de los colores es:
- azul, por el cielo, los lagos y el mar de Estonia y la lealtad a las ideas nacionalistas;
- negro, por el color del suelo nacional;
- blanco, que simboliza la alegría de la gente.

El tamaño normal de esta bandera es de 105 × 165 cm. 

Bandera de la Armada.
Bandera de proa.
Bandera del presidente de Estonia.

## Historia

### Gobernación de Estonia

Tricolor usada por la Asociación de Estudiantes Universitarios Estonios.

Apareció en los años 1880 como la bandera de la Asociación de Estudiantes Universitarios Estonios de la Universidad de Tartu (fundada en 1632) y fue consagrada el 4 de junio de 1884. Posteriormente, la bandera se vinculó con el nacionalismo estonio y fue utilizada como bandera nacional (riigilipp) cuando Estonia se declaró independiente el 24 de febrero de 1918: la bandera fue adoptada formalmente el 21 de noviembre de 1918. 
Tras la ocupación por parte de la Unión Soviética en junio de 1940 se prohibió el uso de la bandera. Fue arriada de los lugares más simbólicos, como la torre de Pikk Hermann en Tallin (el 21 de junio de 1940) cuando Estonia todavía era, formalmente, independiente. Al día siguiente volvió a ser izada junto con la bandera roja. La tricolor desapareció completamente de la torre el 27 de julio de 1940 y fue reemplazada por una nueva bandera creada para la recientemente fundada República Socialista Soviética de Estonia.
La nueva bandera era roja con la hoz y el martillo en el cantón y arriba llevaba la inscripción ENSV, ambos en color oro. ENSV (Eesti Nõukogude Sotsialistlik Vabariik) era el equivalente estonio para la sigla RSSE del nombre oficial del Estado.
Durante la ocupación de Estonia por la Alemania Nazi (1941-1944), la tricolor fue aceptada como la bandera de la etnia estonia, pero no como bandera nacional, y la bandera roja fue prohibida. Después de la retirada alemana, la bandera tricolor fue izada una vez más. El 22 de septiembre, la bandera roja reapareció y poco tiempo después la tricolor fue retirada.
En 1953, con la normalización vexilológica de todas las banderas de las repúblicas soviéticas, se aprobó un nuevo diseño, el cual consistía en un fondo rojo con olas azules y en el cantón la hoz y el martillo y la estrella roja. En 1980 se reglamentó que la hoz y el martillo y la estrella roja de las banderas soviéticas no debían aparecer en el reverso de las banderas.
La bandera tricolor estuvo prohibida hasta los días de la perestroika, a finales de la década de los años 1980, cuando el 24 de febrero de 1989, la bandera azul-negra-blanca ondeó nuevamente en la Torre Pikk Hermann en Tallin. Fue nuevamente declarada como la bandera nacional el 7 de agosto de 1990, poco más de un año después de que Estonia se separase de la URSS.

## Banderas históricas

Bandera de Gobernación de Estonia  (c. ¿1917? )
Bandera de la Comuna de los Trabajadores de Estonia(1917-1918)
Bandera de la República de Estonia (1918-1940)
Bandera de la RSS de Estonia (1940-1953)
Bandera de la RSS de Estonia (1953-1980),  (1980-1990)
Reverso de la bandera de la RSS de Estonia (1980-1990)

## Construcción
| Colores oficiales | Colores oficiales | Colores oficiales | Colores oficiales | Colores oficiales | Colores oficiales |
| ----------------- | ----------------- | ----------------- | ----------------- | ----------------- | ----------------- |
| Denominación:     | Denominación:     | Azul              | Negro             | Blanco            |                   |
| Pantone:          | Gráfico:          | 285c              | -                 | -                 |                   |

## Propuestas alternativas

Ristilipud, bandera propuesta de tendencia escandinava

Después de que Estonia recuperara su independencia en 1991, hubo un debate público para escoger la bandera nacional. Muchos estonios consideraban que Estonia era un país nórdico y por eso preferían dejar de lado el tricolor estonio que tenía una reminiscencia de los países bálticos de la Europa oriental. Se presentaron un gran número de propuestas que defendían la incorporación de la cruz nórdica con los tres colores nacionales. La más popular fue una cruz nórdica blanca, con orlas negras en un campo azul similar a la bandera de Islandia, que fue denominada ristilipud. Sin embargo, el cambio de bandera no logró la suficiente popularidad.